# División Profesional 2020
La División Profesional 2020 (nota anche come Copa de Primera TIGO-Visión Banco 2020 per ragioni di sponsorizzazione), è stata la l'86ª edizione del massimo livello del campionato di calcio paraguaiano. Al campionato (che ha preso avvio il 17 gennaio 2020 e che si è concluso il 30 dicembre 2020) hanno preso parte 12 squadre, tra cui le due neopromosse Guaireña e 12 de Octubre: mentre per la prima è un esordio nella massima categoria paraguaiana, il 12 de Octubre torna in División Profesional dopo cinque stagioni di assenza.
Ad aggiudicarsi il Torneo Apertura è stato il Cerro Porteño, mentre a vincere il Torneo Clausura è stato l'Olimpia.
Il campionato, a causa della pandemia mondiale di Covid-19, ha visto una sospensione delle sue attività dal 13 marzo 2020 al 21 luglio 2020.

## Formato
A causa della sospensione dell'attività calcistica dovuta alla crisi sanitaria del Covid-19, il tradizionale formato Apertura-Clausura è stato modificato.
Il Torneo Apertura è stato normalmente portato a termine (anche se temporaneamente sospeso tra l'8 marzo e il 21 luglio 2020), con la disputa di un girone all'italiana di andata e ritorno tra le dodici squadre partecipanti. A laurearsi campione del Torneo Apertura è stato il Cerro Porteño (che ha vinto il suo 33º titolo nella sua storia).
Il Torneo Clausura, d'altra parte, si è disputato con un girone di sola andata ed una fase finale ad eliminazione diretta tra le prime otto classificate della prima fase.
Per determinare le due squadre che sono retrocesse nella División Intermedia si è utilizzato il tradizionale sistema dei promedio, ovvero a retrocedere sono state le due squadre ad avere la peggiore media-punti nella stagione attuale e nelle due precedenti.

### Qualificazione alle coppe intercontinentali
Ai fini della determinazione delle squadre partecipanti alle coppe intercontinentali (Coppa Libertadores 2021 e Coppa Sudamericana 2021) si viene a determinare una tabla anual che somma i punti ottenuti dalle dodici squadre partecipanti nei tornei di Apertura e Clausura.

#### Coppa Libertadores
Per la Coppa Libertadores 2021 si qualificheranno quattro squadre.
- le due squadre vincitrici dei tornei Apertura e Clausura (PAR 1 e PAR 2, dove la prima sarà la squadra con più punti nella tabla anual);
- la miglior squadra classificata nella tabla anual ad esclusione delle due precedenti (PAR 3);
- la seconda squadra miglior classificata nella tabla anual ad esclusione delle squadre comprese nel primo punto (PAR 4).

Se la stessa squadra vince il Torneo Apertura e Clausura, la terza squadra miglior classificata nella tabla anual ottiene la qualificazione alla Coppa Libertadores.

#### Coppa Sudamericana
Per la Coppa Sudamericana 2021 si qualificheranno quattro squadre:
- la miglior squadra classificata nella tabla anual ad esclusione di quelle classificatesi per la Coppa Libertadores (PAR 1);
- la successiva seconda miglior squadra classificata nella tabla anual ad esclusione di quelle classificatesi per la Coppa Libertadores (PAR 2);
- la successiva terza miglior squadra classificata nella tabla anual ad esclusione di quelle classificatesi per la Coppa Libertadores (PAR 3);
- la successiva quarta miglior squadra classificata nella tabla anual ad esclusione di quelle classificatesi per la Coppa Libertadores (PAR 4).

## Squadre partecipanti
| Club                 | Città       | Stadio                 |
| -------------------- | ----------- | ---------------------- |
| 12 de Octubre        | Itauguá     | Juan Canuto Pettengill |
| Cerro Porteño        | Asunción    | General Pablo Rojas    |
| General Díaz         | Luque       | General Adrián Jara    |
| Guaireña             | Villarrica  | Parque del Guairá      |
| Guaraní              | Asunción    | Rogelio Livieres       |
| Libertad             | Asunción    | Dr. Nicolás Leoz       |
| Nacional             | Asunción    | Arsenio Erico          |
| Olimpia              | Asunción    | Manuel Ferreira        |
| River Plate          | Asunción    | River Plate            |
| Sol de América       | Villa Elisa | Luis Alfonso Giagni    |
| Sportivo Luqueño     | Luque       | Feliciano Cáceres      |
| Sportivo San Lorenzo | San Lorenzo | Gunther Vogel          |

## Apertura
Il Torneo Apertura è stato intitolato alla memoria di Emilio Insfrán Villalba, dirigente dello Sportivo Luqueño deceduto nell'agosto 2019 A seguito dell'emergenza sanitaria dovuta al Covid-19, la AFP ha deciso la sospensione del campionato dall'8 marzo al 21 luglio 2020.
Il Torneo Apertura è stato vinto dal Cerro Porteño, che in tal modo ha ottenuto il suo 33º titolo nella sua storia (oltre che qualificarsi per la Coppa Libertadores 2021).

### Classifica
| Pos. | Squadra         | Pt | G  | V  | N  | P  | GF | GS | DR  |
| ---- | --------------- | -- | -- | -- | -- | -- | -- | -- | --- |
| 1.   | Cerro Porteño   | 50 | 22 | 15 | 5  | 2  | 37 | 14 | +23 |
| 2.   | Olimpia         | 45 | 22 | 13 | 6  | 3  | 54 | 20 | +34 |
| 3.   | Libertad        | 44 | 22 | 13 | 5  | 4  | 43 | 23 | +20 |
| 4.   | Guaraní         | 41 | 22 | 11 | 8  | 3  | 30 | 16 | +14 |
| 5.   | River Plate     | 29 | 22 | 8  | 5  | 9  | 23 | 30 | -7  |
| 6.   | Guaireña        | 27 | 22 | 6  | 9  | 7  | 30 | 29 | +1  |
| 7.   | Nacional        | 25 | 22 | 6  | 7  | 9  | 22 | 22 | 0   |
| 8.   | Sp. Luqueño     | 25 | 22 | 6  | 7  | 9  | 22 | 32 | -10 |
| 9.   | 12 de Octubre   | 21 | 22 | 5  | 6  | 11 | 23 | 39 | -25 |
| 10.  | Sol de América  | 19 | 22 | 4  | 7  | 11 | 23 | 40 | -17 |
| 11.  | Sp. San Lorenzo | 16 | 22 | 2  | 10 | 10 | 18 | 36 | -18 |
| 12.  | General Díaz    | 14 | 22 | 3  | 5  | 14 | 22 | 46 | -24 |

Note:
Fonte: APF, Flashscore
      Squadra campione e classificata alla Coppa Libertadores 2021 (fase a gironi).
Tre punti a vittoria, uno a pareggio, zero a sconfitta.
A parità di punti valgono i seguenti criteri: 1) spareggio (solo per determinare la squadra vincente del campionato); 2) differenza reti; 3) gol segnati; 4) gol segnati in trasferta; 5) sorteggio.

### Risultati

#### Andata
| Guaraní       | 0 - 0 | Sp. San Lorenzo | 17.1.2020 | General Díaz    | 0 - 2 | Nacional      | 24.1.2020 | Sp. Luqueño   | 1 - 1 | Guaireña        | 31.1.2020 |
| River Plate   | 3 - 0 | Sol de América  | 17.1.2020 | Sp. San Lorenzo | 1 - 0 | 12 de Octubre | 24.1.2020 | Cerro Porteño | 4 - 1 | Sol de América  | 31.1.2020 |
| Nacional      | 3 - 0 | Guaireña        | 18.1.2020 | Guaireña        | 2 - 0 | River Plate   | 25.1.2020 | 12 de Octubre | 1 - 3 | Guaraní         | 1.2.2020  |
| Cerro Porteño | 2 - 1 | Sp. Luqueño     | 18.1.2020 | Libertad        | 1 - 1 | Olimpia       | 25.1.2020 | Olimpia       | 4 - 2 | Sp. San Lorenzo | 1.2.2020  |
| 12 de Octubre | 0 - 3 | Libertad        | 19.1.2020 | Sol de América  | 1 - 0 | Sp. Luqueño   | 26.1.2020 | River Plate   | 3 - 2 | General Díaz    | 2.2.2020  |
| Olimpia       | 2 - 1 | General Díaz    | 19.1.2020 | Guaraní         | 1 - 0 | Cerro Porteño | 26.1.2020 | Nacional      | 1 - 2 | Libertad        | 2.2.2020  |

| Guaireña        | 2 - 0 | Sol de América | 7.2.2020  | Sp. Luqueño    | 1 - 2 | Libertad        | 14.2.2020 | 12 de Octubre   | 0 - 2 | Nacional       | 21.2.2020 |
| Libertad        | 2 - 1 | River Plate    | 7.2.2020  | Cerro Porteño  | 2 - 2 | Guaireña        | 15.2.2020 | Libertad        | 2 - 1 | Sol de América | 21.2.2020 |
| Sp. San Lorenzo | 1 - 1 | Nacional       | 8.2.2020  | Nacional       | 1 - 2 | Guaraní         | 15.2.2020 | Olimpia         | 1 - 1 | Cerro Porteño  | 23.2.2020 |
| Guaraní         | 0 - 3 | Olimpia        | 8.2.2020  | Sol de América | 3 - 1 | General Díaz    | 16.2.2020 | General Díaz    | 1 - 1 | Guaireña       | 24.2.2020 |
| 12 de Octubre   | 1 - 4 | Cerro Porteño  | 9.2.2020  | Olimpia        | 4 - 0 | 12 de Octubre   | 16.2.2020 | Sp. San Lorenzo | 0 - 0 | Sp. Luqueño    | 24.2.2020 |
| General Díaz    | 1 - 3 | Sp. Luqueño    | 10.2.2020 | River Plate    | 4 - 2 | Sp. San Lorenzo | 17.2.2020 | Guaraní         | 3 - 0 | River Plate    | 5.8.2020  |

| Guaireña       | 3 - 2 | Libertad        | 28.2.2020 | 12 de Octubre   | 3 - 2 | Sp. Luqueño    | 6.3.2020 | River Plate    | 1 - 1 | Nacional        | 21.7.2020 |
| River Plate    | 0 - 2 | 12 de Octubre   | 29.2.2020 | Nacional        | 0 - 0 | Cerro Porteño  | 6.3.2020 | Cerro Porteño  | 2 - 1 | Libertad        | 21.7.2020 |
| Nacional       | 1 - 0 | Olimpia         | 29.2.2020 | Libertad        | 5 - 1 | General Díaz   | 7.3.2020 | General Díaz   | 2 - 1 | Sp. San Lorenzo | 22.7.2020 |
| Cerro Porteño  | 0 - 1 | General Díaz    | 1.3.2020  | Guaraní         | 1 - 1 | Sol de América | 7.3.2020 | Sp. Luqueño    | 2 - 2 | Olimpia         | 22.7.2020 |
| Sp. Luqueño    | 0 - 3 | Guaraní         | 1.3.2020  | Sp. San Lorenzo | 1 - 1 | Guaireña       | 8.3.2020 | Guaireña       | 1 - 1 | Guaraní         | 23.7.2020 |
| Sol de América | 2 - 1 | Sp. San Lorenzo | 2.3.2020  | Olimpia         | 1 - 1 | River Plate    | 8.3.2020 | Sol de América | 0 - 1 | 12 de Octubre   | 5.8.2020  |

| 10ª giornata    | 10ª giornata | 10ª giornata   | 10ª giornata |                | 11ª giornata | 11ª giornata    | 11ª giornata | 11ª giornata |
| Locali          | R            | Ospiti         | Data         | Locali         | R            | Ospiti          | Data         |              |
| --------------- | ------------ | -------------- | ------------ | -------------- | ------------ | --------------- | ------------ | ------------ |
| Sp. San Lorenzo | 1 - 2        | Libertad       | 25.7.2020    | Sp. Luqueño    | 0 - 1        | River Plate     | 31.7.2020    |              |
| River Plate     | 0 - 2        | Cerro Porteño  | 25.7.2020    | General Díaz   | 1 - 1        | 12 de Octubre   | 31.7.2020    |              |
| Nacional        | 1 - 2        | Sp. Luqueño    | 26.7.2020    | Sol de América | 1 - 1        | Nacional        | 1.8.2020     |              |
| Olimpia         | 4 - 0        | Sol de América | 26.7.2020    | Libertad       | 1 - 3        | Guaraní         | 1.8.2020     |              |
| 12 de Octubre   | 0 - 2        | Guaireña       | 27.7.2020    | Cerro Porteño  | 4 - 1        | Sp. San Lorenzo | 2.8.2020     |              |
| Guaraní         | 0 - 0        | General Díaz   | 27.7.2020    | Guaireña       | 0 - 1        | Olimpia         | 2.8.2020     |              |

#### Ritorno
| Guaireña        | 0 - 0 | Nacional      | 7.8.2020 | Nacional      | 3 - 0 | General Díaz    | 11.8.2020 | General Díaz    | 2 - 1 | River Plate   | 16.8.2020 |
| Sp. Luqueño     | 0 - 1 | Cerro Porteño | 7.8.2020 | River Plate   | 2 - 1 | Guaireña        | 12.8.2020 | Guaraní         | 2 - 2 | 12 de Octubre | 16.8.2020 |
| General Díaz    | 1 - 3 | Olimpia       | 8.8.2020 | 12 de Octubre | 1 - 0 | Sp. San Lorenzo | 13.8.2020 | Sp. San Lorenzo | 2 - 2 | Olimpia       | 17.8.2020 |
| Libertad        | 1 - 1 | 12 de Octubre | 8.8.2020 | Cerro Porteño | 1 - 0 | Guaraní         | 13.8.2020 | Libertad        | 2 - 0 | Nacional      | 17.8.2020 |
| Sol de América  | 0 - 0 | River Plate   | 9.8.2020 | Olimpia       | 2 - 1 | Libertad        | 13.8.2020 | Guaireña        | 0 - 1 | Sp. Luqueño   | 18.8.2020 |
| Sp. San Lorenzo | 1 - 1 | Guaraní       | 9.8.2020 | Sp. Luqueño   | 2 - 2 | Sol de América  | 14.8.2020 | Sol de América  | 0 - 1 | Cerro Porteño | 18.8.2020 |

| Nacional       | 2 - 0 | Sp. San Lorenzo | 21.8.2020 | Guaraní         | 1 - 0 | Nacional       | 25.8.2020 | River Plate    | 1 - 0 | Guaraní         | 29.8.2020 |
| Olimpia        | 1 - 2 | Guaraní         | 21.8.2020 | Sp. San Lorenzo | 0 - 0 | River Plate    | 25.8.2020 | Nacional       | 0 - 0 | 12 de Octubre   | 29.8.2020 |
| Cerro Porteño  | 1 - 0 | 12 de Octubre   | 22.8.2020 | Guaireña        | 1 - 2 | Cerro Porteño  | 26.8.2020 | Cerro Porteño  | 2 - 0 | Olimpia         | 30.8.2020 |
| River Plate    | 1 - 2 | Libertad        | 22.8.2020 | 12 de Octubre   | 0 - 3 | Olimpia        | 26.8.2020 | Sp. Luqueño    | 0 - 0 | Sp. San Lorenzo | 31.8.2020 |
| Sp. Luqueño    | 4 - 1 | General Díaz    | 23.8.2020 | General Díaz    | 1 - 1 | Sol de América | 27.8.2020 | Sol de América | 1 - 3 | Libertad        | 31.8.2020 |
| Sol de América | 2 - 1 | Guaireña        | 23.8.2020 | Libertad        | 0 - 0 | Sp. Luqueño    | 27.8.2020 | Guaireña       | 2 - 1 | General Díaz    | 1.9.2020  |

| 12 de Octubre   | 0 - 1 | River Plate    | 4.9.2020 | Sp. Luqueño    | 2 - 1 | 12 de Octubre   | 11.9.2020 | 12 de Octubre   | 3 - 1 | Sol de América | 18.9.2020 |
| Guaraní         | 3 - 0 | Sp. Luqueño    | 4.9.2020 | River Plate    | 0 - 4 | Olimpia         | 11.9.2020 | Sp. San Lorenzo | 2 - 1 | General Díaz   | 19.9.2020 |
| Libertad        | 5 - 2 | Guaireña       | 5.9.2020 | Sol de América | 1 - 2 | Guaraní         | 12.9.2020 | Olimpia         | 7 - 0 | Sp. Luqueño    | 19.9.2020 |
| Olimpia         | 4 - 0 | Nacional       | 5.9.2020 | General Díaz   | 0 - 2 | Libertad        | 12.9.2020 | Guaraní         | 0 - 0 | Guaireña       | 20.9.2020 |
| Sp. San Lorenzo | 1 - 1 | Sol de América | 6.9.2020 | Guaireña       | 4 - 0 | Sp. San Lorenzo | 13.9.2020 | Libertad        | 0 - 0 | Cerro Porteño  | 20.9.2020 |
| General Díaz    | 1 - 3 | Cerro Porteño  | 6.9.2020 | Cerro Porteño  | 1 - 0 | Nacional        | 14.9.2020 | Nacional        | 1 - 2 | River Plate    | 21.9.2020 |

| 10ª giornata   | 10ª giornata | 10ª giornata    | 10ª giornata |                 | 11ª giornata | 11ª giornata   | 11ª giornata | 11ª giornata |
| Locali         | R            | Ospiti          | Data         | Locali          | R            | Ospiti         | Data         |              |
| -------------- | ------------ | --------------- | ------------ | --------------- | ------------ | -------------- | ------------ | ------------ |
| Guaireña       | 3 - 3        | 12 de Octubre   | 25.9.2020    | Nacional        | 2 - 2        | Sol de América | 2.10.2020    |              |
| Sol de América | 2 - 4        | Olimpia         | 26.9.2020    | Sp. San Lorenzo | 1 - 1        | Cerro Porteño  | 2.10.2020    |              |
| Libertad       | 3 - 0        | Sp. San Lorenzo | 26.9.2020    | River Plate     | 0 - 0        | Sp. Luqueño    | 3.10.2020    |              |
| Cerro Porteño  | 3 - 1        | River Plate     | 26.9.2020    | 12 de Octubre   | 3 - 3        | General Díaz   | 3.10.2020    |              |
| Sp. Luqueño    | 1 - 0        | Nacional        | 27.9.2020    | Olimpia         | 1 - 1        | Guaireña       | 4.10.2020    |              |
| General Díaz   | 0 - 1        | Guaraní         | 27.9.2020    | Guaraní         | 1 - 1        | Libertad       | 4.10.2020    |              |

## Clausura
Il Torneo Clausura è stato intitolato alla memoria di Cristóbal Maldonado, calciatore ed allenatore paraguaiano deceduto nell'ottobre 2019.
A causa della pandemia di Covid-19, il Torneo Clausura ha subito una modifica al suo formato tradizionale di andata-ritorno. Il Torneo Clausura si disputerà infatti con un girone di sola andata e poi con una fase finale ad eliminazione diretta per le migliori otto squadre classificate (ogni incontro si svolgerà con gara unica in campo neutro).

### Prima fase

#### Classifica
| Pos. | Squadra         | Pt | G  | V | N | P | GF | GS | DR  |
| ---- | --------------- | -- | -- | - | - | - | -- | -- | --- |
| 1.   | 12 de Octubre   | 20 | 11 | 6 | 2 | 3 | 15 | 12 | +3  |
| 2.   | Nacional        | 19 | 11 | 4 | 7 | 0 | 18 | 12 | +6  |
| 3.   | Cerro Porteño   | 19 | 11 | 5 | 4 | 2 | 16 | 11 | +5  |
| 4.   | Libertad        | 18 | 11 | 5 | 3 | 3 | 20 | 15 | +5  |
| 5.   | Guaraní         | 18 | 11 | 5 | 3 | 3 | 11 | 7  | +4  |
| 6.   | Olimpia         | 17 | 11 | 5 | 2 | 4 | 20 | 16 | +4  |
| 7.   | Sol de América  | 16 | 11 | 4 | 4 | 3 | 19 | 14 | +5  |
| 8.   | Guaireña        | 14 | 11 | 3 | 5 | 3 | 10 | 14 | -4  |
| 9.   | Sp. San Lorenzo | 12 | 11 | 2 | 6 | 3 | 13 | 15 | -2  |
| 10.  | Sp. Luqueño     | 11 | 11 | 3 | 2 | 6 | 13 | 19 | -6  |
| 11.  | River Plate     | 9  | 11 | 2 | 3 | 6 | 10 | 17 | -7  |
| 12.  | General Díaz    | 3  | 11 | 0 | 3 | 8 | 12 | 25 | -13 |

Note:
Fonte: APF, Flashscore
      Squadre qualificate per la fase ad eliminazione diretta.
Tre punti a vittoria, uno a pareggio, zero a sconfitta.
A parità di punti valgono i seguenti criteri: 1) spareggio (solo per determinare la squadra vincente del campionato); 2) differenza reti; 3) gol segnati; 4) gol segnati in trasferta; 5) sorteggio.

#### Risultati
| General Díaz   | 0 - 1 | Sp. San Lorenzo | 16.10.2020 | 12 de Octubre   | 2 - 1 | General Díaz   | 23.10.2020 | Nacional       | 1 - 1 | 12 de Octubre   | 30.10.2020 |
| Olimpia        | 1 - 1 | Nacional        | 16.10.2020 | Sp. Luqueño     | 2 - 0 | River Plate    | 24.10.2020 | General Díaz   | 0 - 1 | Sp. Luqueño     | 31.10.2020 |
| Sol de América | 1 - 0 | Guaraní         | 17.10.2020 | Guaireña        | 2 - 1 | Olimpia        | 24.10.2020 | Cerro Porteño  | 1 - 0 | Libertad        | 31.10.2020 |
| Guaireña       | 0 - 3 | Libertad        | 17.10.2020 | Sp. San Lorenzo | 1 - 1 | Nacional       | 25.10.2020 | River Plate    | 1 - 0 | Guaraní         | 1.11.2020  |
| River Plate    | 1 - 2 | 12 de Octubre   | 18.10.2020 | Libertad        | 0 - 2 | Sol de América | 25.10.2020 | Olimpia        | 3 - 1 | Sp. San Lorenzo | 1.11.2020  |
| Cerro Porteño  | 2 - 0 | Sp. Luqueño     | 18.10.2020 | Guaraní         | 1 - 1 | Cerro Porteño  | 26.10.2020 | Sol de América | 1 - 1 | Guaireña        | 2.11.2020  |

| 12 de Octubre  | 0 - 1 | Sp. San Lorenzo | 6.11.2020 | River Plate     | 1 - 2 | Guaireña       | 10.11.2020 | Guaireña       | 1 - 1 | General Díaz    | 14.11.2020 |
| Guaraní        | 2 - 0 | General Díaz    | 6.11.2020 | General Díaz    | 3 - 4 | Libertad       | 10.11.2020 | Sol de América | 2 - 3 | River Plate     | 15.11.2020 |
| Guaireña       | 1 - 1 | Cerro Porteño   | 7.11.2020 | Olimpia         | 2 - 1 | 12 de Octubre  | 11.11.2020 | Libertad       | 0 - 2 | Nacional        | 15.11.2020 |
| Libertad       | 3 - 1 | River Plate     | 7.11.2020 | Sp. San Lorenzo | 1 - 2 | Sp. Luqueño    | 12.11.2020 | Guaraní        | 2 - 1 | Sp. San Lorenzo | 16.11.2020 |
| Sp. Luqueño    | 1 - 3 | Nacional        | 8.11.2020 | Nacional        | 0 - 0 | Guaraní        | 12.11.2020 | Sp. Luqueño    | 2 - 3 | 12 de Octubre   | 16.11.2020 |
| Sol de América | 1 - 3 | Olimpia         | 8.11.2020 | Cerro Porteño   | 0 - 0 | Sol de América | 26.11.2020 | Cerro Porteño  | 1 - 0 | Olimpia         | 3.12.2020  |

| General Díaz    | 2 - 5 | Sol de América | 19.11.2020 | Guaireña       | 2 - 2 | Sp. San Lorenzo | 27.11.2020 | General Díaz    | 0 - 0 | River Plate    | 5.12.2020 |
| River Plate     | 1 - 2 | Cerro Porteño  | 20.11.2020 | Olimpia        | 3 - 1 | River Plate     | 28.11.2020 | Sp. Luqueño     | 2 - 2 | Libertad       | 5.12.2020 |
| Sp. San Lorenzo | 2 - 2 | Libertad       | 20.11.2020 | Libertad       | 3 - 0 | 12 de Octubre   | 28.11.2020 | 12 de Octubre   | 3 - 0 | Guaireña       | 6.12.2020 |
| 12 de Octubre   | 1 - 0 | Guaraní        | 21.11.2020 | Cerro Porteño  | 3 - 1 | General Díaz    | 29.11.2020 | Sp. San Lorenzo | 2 - 2 | Sol de América | 6.12.2020 |
| Nacional        | 0 - 0 | Guaireña       | 22.11.2020 | Guaraní        | 2 - 1 | Sp. Luqueño     | 29.11.2020 | Guaraní         | 2 - 0 | Olimpia        | 6.12.2020 |
| Sp. Luqueño     | 2 - 2 | Olimpia        | 22.11.2020 | Sol de América | 2 - 3 | Nacional        | 30.11.2020 | Nacional        | 4 - 3 | Cerro Porteño  | 8.12.2020 |

| 10ª giornata   | 10ª giornata | 10ª giornata    | 10ª giornata |                 | 11ª giornata | 11ª giornata   | 11ª giornata | 11ª giornata |
| Locali         | R            | Ospiti          | Data         | Locali          | R            | Ospiti         | Data         |              |
| -------------- | ------------ | --------------- | ------------ | --------------- | ------------ | -------------- | ------------ | ------------ |
| Guaireña       | 1 - 0        | Sp. Luqueño     | 11.12.2020   | Nacional        | 2 - 2        | General Díaz   | 17.12.2020   |              |
| Libertad       | 1 - 1        | Guaraní         | 11.12.2020   | Sp. San Lorenzo | 0 - 0        | River Plate    | 18.12.2020   |              |
| River Plate    | 1 - 1        | Nacional        | 12.12.2020   | Sp. Luqueño     | 0 - 3        | Sol de América | 18.12.2020   |              |
| Olimpia        | 4 - 2        | General Díaz    | 12.12.2020   | 12 de Octubre   | 2 - 1        | Cerro Porteño  | 18.12.2020   |              |
| Sol de América | 0 - 0        | 12 de Octubre   | 13.12.2020   | Guaraní         | 1 - 0        | Guaireña       | 19.12.2020   |              |
| Cerro Porteño  | 1 - 1        | Sp. San Lorenzo | 13.12.2020   | Libertad        | 2 - 1        | Olimpia        | 19.12.2020   |              |

### Seconda fase

#### Tabellone
|  | Quarti di finale | Quarti di finale | Quarti di finale |             |                | Semifinali     | Semifinali | Semifinali |  |  | Finale | Finale | Finale |  |
|  |                  |                  |                  |             |                |                |            |            |  |  |        |        |        |  |
|  | 1                | 12 de Octubre    | 1                |             |                |                |            |            |  |  |        |        |        |  |
|  | 1                | 12 de Octubre    | 1                |             |                |                |            |            |  |  |        |        |        |  |
|  | 8                | Guaireña         | 2                |             |                |                |            |            |  |  |        |        |        |  |
|  | 8                | Guaireña         | 2                |             | Guaireña       | Guaireña       | 0          |            |  |  |        |        |        |  |
|  |                  |                  |                  |             | Guaireña       | Guaireña       | 0          |            |  |  |        |        |        |  |
|  |                  |                  | Guaraní          | Guaraní     | 1              |                |            |            |  |  |        |        |        |  |
|  | 4                | Libertad         | Guaraní          | Guaraní     | 1              | 1              |            |            |  |  |        |        |        |  |
|  | 4                | Libertad         |                  |             |                |                |            |            |  |  |        |        |        |  |
|  | 5                | Guaraní          | 3                |             |                |                |            |            |  |  |        |        |        |  |
|  | 5                | Guaraní          | 3                |             | Guaraní        | Guaraní        | 2 (4)      |            |  |  |        |        |        |  |
|  |                  |                  |                  |             |                |                |            |            |  |  |        |        |        |  |
|  |                  |                  | Olimpia (r)      | Olimpia (r) | 2 (5)          |                |            |            |  |  |        |        |        |  |
|  | 2                | Nacional         | Olimpia (r)      | Olimpia (r) | 2 (5)          | 0              |            |            |  |  |        |        |        |  |
|  | 2                | Nacional         |                  |             |                |                |            |            |  |  |        |        |        |  |
|  | 7                | Sol de América   | 1                |             |                |                |            |            |  |  |        |        |        |  |
|  | 7                | Sol de América   | 1                |             | Sol de América | Sol de América | 2          |            |  |  |        |        |        |  |
|  |                  |                  |                  |             | Sol de América | Sol de América | 2          |            |  |  |        |        |        |  |
|  |                  |                  | Olimpia          | Olimpia     | 4              |                |            |            |  |  |        |        |        |  |
|  | 3                | Cerro Porteño    | Olimpia          | Olimpia     | 4              | 1 (1)          |            |            |  |  |        |        |        |  |
|  | 3                | Cerro Porteño    |                  |             |                |                |            |            |  |  |        |        |        |  |
|  | 6                | Olimpia (r)      | 1 (4)            |             |                |                |            |            |  |  |        |        |        |  |

#### Quarti di finale
| Arbitro: | Mario Díaz de Vivar |

|  |           |            |
|  | Marcatori | 82’ Valdez |

| Arbitro: | Éber Aquino |

|                           |                      |                              |
| Giménez 15’               | Marcatori            | 10’ Recalde                  |
| Valdez Villasanti Giménez | Tiri di rigore 1 – 4 | Silva Camacho Polenta Torres |

| Arbitro: | José Méndez |

|             |           |                          |
| Garcete 74’ | Marcatori | 8’ González 24’ González |

| Arbitro: | Juan Gabriel Benítez |

|             |           |                                           |
| Cardozo 13’ | Marcatori | 49’ Fernández 80’ Domínguez 86’ Bobadilla |

#### Semifinali
| Arbitro: | Carlos Benítez |

|                        |           |                                                   |
| Cazal 83’ Portillo 89’ | Marcatori | 54’ I. Torres 55’ Recalde 67’ Ortiz 82’ D. Torres |

| Arbitro: | Mario Díaz de Vivar |

|  |           |               |
|  | Marcatori | 72’ Florentín |

#### Finale
| Arbitro: | Juan Gabriel Benítez |

|                                                |                      |                                                            |
| Maná 36’ Báez 39’                              | Marcatori            | 57’ Recalde 69’ (rig.) Silva                               |
| Báez Benítez Morel Florentín Merlini Bobadilla | Tiri di rigore 4 – 5 | Alejandro Silva Polenta Torres Nicolás Domingo Ortiz Ojeda |

## Tabla anual
La Tabla anual aggrega i risultati di ogni squadra sia nel Torneo Apertura che nel Clausura e ha lo scopo di determinare le squadre classificate alla Coppa Libertadores 2021 e alla Coppa Sudamericana 2021 (vedi sezione dedicata supra).
Il Cerro Porteño è al momento l'unica squadra ad aver ottenuto già il pass per la Coppa Libertadores 2021 avendo vinto il Torneo Apertura.
Aggiornata il 19 novembre 2020.
| Pos. | Squadra         | Pt | G  | V  | N  | P  | GF | GS | DR  |
| ---- | --------------- | -- | -- | -- | -- | -- | -- | -- | --- |
| 1.   | Cerro Porteño   | 58 | 26 | 17 | 7  | 2  | 42 | 16 | +26 |
| 2.   | Olimpia         | 55 | 27 | 16 | 7  | 4  | 64 | 26 | +38 |
| 3.   | Libertad        | 53 | 28 | 16 | 5  | 7  | 53 | 32 | +21 |
| 4.   | Guaraní         | 49 | 28 | 13 | 10 | 5  | 35 | 20 | +15 |
| 5.   | Guaireña        | 36 | 28 | 8  | 12 | 8  | 37 | 37 | 0   |
| 6.   | Nacional        | 35 | 28 | 8  | 11 | 9  | 30 | 26 | +4  |
| 7.   | River Plate     | 35 | 28 | 10 | 5  | 13 | 30 | 41 | -11 |
| 8.   | Sp. Luqueño     | 34 | 28 | 9  | 7  | 12 | 30 | 41 | -11 |
| 9.   | 12 de Octubre   | 31 | 28 | 8  | 7  | 13 | 32 | 47 | -15 |
| 10.  | Sol de América  | 26 | 27 | 6  | 8  | 13 | 30 | 47 | -17 |
| 11.  | Sp. San Lorenzo | 23 | 28 | 4  | 11 | 13 | 24 | 44 | -20 |
| 12.  | General Díaz    | 15 | 28 | 3  | 6  | 19 | 27 | 57 | -30 |

Note:
Fonte: APF
      Classificata alla Coppa Libertadores 2021 (fase a gironi).
      Classificata alla Coppa Libertadores 2021 (seconda fase).
      Classificata alla Coppa Libertadores 2021 (prima fase).
      Classificata alla Coppa Sudamericana 2022 (prima fase).
Tre punti a vittoria, uno a pareggio, zero a sconfitta.
A parità di punti valgono i seguenti criteri: 1) spareggio (solo per determinare la squadra vincente del campionato); 2) differenza reti; 3) gol segnati; 4) gol segnati in trasferta; 5) sorteggio.

## Retrocessioni
Al termine del campionato sono retrocesse in División Intermedia le due squadre con il peggior promedio, ovvero la media punti calcolata sulla base dei punti e delle partite disputate in División Profesional nelle due stagioni precedenti e in quella attuale. A retrocedere sono state lo Sportivo San Lorenzo e il General Díaz.
| Pos. | Squadra         | 2018 | 2019 | 2020 | PT  | PG  | Promedio |
| ---- | --------------- | ---- | ---- | ---- | --- | --- | -------- |
| 1.   | Olimpia         | 102  | 108  | 62   | 272 | 121 | 2.248    |
| 2.   | Cerro Porteño   | 82   | 80   | 69   | 231 | 121 | 1.909    |
| 3.   | Libertad        | 76   | 85   | 62   | 223 | 121 | 1.843    |
| 4.   | Guaraní         | 48   | 69   | 59   | 176 | 121 | 1.455    |
| 5.   | Nacional        | 65   | 52   | 44   | 161 | 121 | 1.331    |
| 6.   | Sol de América  | 63   | 57   | 35   | 155 | 121 | 1.281    |
| 7.   | Guaireña        | 0    | 0    | 41   | 41  | 33  | 1.242    |
| 8.   | 12 de Octubre   | 0    | 0    | 41   | 41  | 33  | 1.242    |
| 9.   | River Plate     | 0    | 52   | 38   | 90  | 77  | 1.169    |
| 10.  | Sp. Luqueño     | 46   | 52   | 36   | 134 | 121 | 1.107    |
| 11.  | Sp. San Lorenzo | 0    | 49   | 28   | 77  | 77  | 1.000    |
| 12.  | General Díaz    | 46   | 41   | 16   | 103 | 121 | 0.851    |

Note:
Fonte: APF
      Squadre retrocesse.

## Statistiche

### Individuali

#### Classifica marcatori
| Gol |  |  | Giocatore          | Squadra             |
| --- |  |  | ------------------ | ------------------- |
| 17  |  |  | Roque Santa Cruz   | Olimpia             |
| 16  |  |  | Jorge Recalde      | Olimpia             |
| 14  |  |  | Pablo Zeballos     | 12 de Octubre       |
| 13  |  |  | Óscar Cardozo      | Libertad            |
| 13  |  |  | Sebastián Ferreira | Libertad            |
| 9   |  |  | Néstor Camacho     | Olimpia             |
| 8   |  |  | Fernando Fernández | Guaraní             |
| 7   |  |  | Raúl Bobadilla     | Guaraní             |
| 7   |  |  | Diego Churín       | Cerro Porteño       |
| 7   |  |  | Derlis González    | Olimpia             |
| 7   |  |  | Isidro Pitta       | Sp. Luqueño/Olimpia |
| 6   |  |  | Pablo Velázquez    | General Díaz        |